# Bruno Bayen
Pour les articles homonymes, voir Bayen.
Bruno Bayen, né le 13 novembre 1950 à Paris 8e et mort le 6 décembre 2016 à Paris 15e,, est un romancier, auteur dramatique, traducteur et metteur en scène de théâtre et d'opéra français.

## Biographie
Bruno Bayen fonde sa compagnie La Fabrique. Michel Guy le nomme en 1975 codirecteur du Centre dramatique national de Toulouse pour trois ans, aux côtés de Maurice Sarrazin.
Pour la création de Schlieamann, qu'il avait écrite, il relança la carrière de Dominique Blanc.
Il a dirigé pour les Éditions Christian Bourgois « Le Répertoire de Saint-Jérôme », collection consacrée au théâtre étranger du XXe siècle (1988-1994).

## Théâtre

### Comédien
- 1971 : Le Chevalier au pilon flamboyant de Francis Beaumont, John Fletcher, mise en scène Aristide Demonico, Maison de la Culture de Bourges
- 1972 : Les Libérateurs/Le Cadeau de Lebert Bethune, mise en scène Bernard Sobel, Festival d'Avignon
- 1975 : Souvenir d'Alsace de Bruno Bayen et Yves Reynaud, mise en scène des auteurs, Festival d'Avignon
- 1988 : Les Apprentis Sorciers de Lars Kleberg, mise en scène Antoine Vitez, Festival d'Avignon

### Metteur en scène
- Le Pied, adaptation de L'Intervention de Victor Hugo
- Saison 1973-74 "Madame Hardy" de Bruno Bayen et Ela Pearce, Théâtre de la Commune d'Aubervilliers
- 1974: La Danse macabre de Frank Wedekind, théâtre de Gennevilliers
- 1975 : Souvenir d'Alsace de Bruno Bayen et Yves Reynaud, mise en scène des auteurs, Festival d'Avignon
- 1975 : La Mort de Danton de Georg Büchner, théâtre de la Cité universitaire, théâtre national de Chaillot
- 1976 : Parcours sensible 1905-1975 montage, Centre dramatique national de Toulouse
- 1978 : La Mouette d'Anton Tchekhov, Centre dramatique national de Toulouse, 1978 ; Festival d'automne/théâtre des Amandiers, 1978 ; Prix Georges Lerminier du Syndicat de la critique, 1978
- 1979 : Die Unvernünftigen Sterben Aus de Peter Handke, théâtre de Brême
- 1980 : Les Fiancés de la banlieue Ouest, écrit avec la coll. de Louis-Charles Sirjacq, MC93 Bobigny
- 1982 : Schliemann, épisodes ignorés, théâtre national de Chaillot
- 1983 : Iphigénie en Tauride de Christoph Willibald Gluck, livret Nicolas-François Guillard, Opéra de Lyon
- 1984 : Faut-il choisir ? Faut-il rêver ? de Bruno Bayen, théâtre national de Chaillot
- 1986 : Un chapeau de paille d'Italie d'Eugène Labiche et Marc-Michel, Comédie-Française
- 1987 : Œdipe à Colone de Sophocle, Festival d’Hammamet Festival d’Avignon
- 1989 : Torquato Tasso de Goethe, théâtre national de l’Odéon
- 1990 : « Elle » de Jean Genet, création mondiale, Teatro Due, Parme
- 1992 : Weimarland, théâtre de la Bastille
- 1992 : L’Enfant bâtard, théâtre de l'Odéon
- 1993 : Santa Susana (opéra) musique Paul Hindemith, livret Juan de Rodrigo Alonso, Académie Mozart, Prague
- 1994 : Espions et célibataires d'Alan Bennett, théâtre national de Chaillot
- 1995 : Qu’une tranche de pain de Rainer Werner Fassbinder, théâtre de la Bastille
- 1997 : À trois mains, MC93 Bobigny, théâtre national de Strasbourg
- 1999 : Nicodème, théâtre de Sartrouville
- 1999 : La Fuite en Égypte, théâtre de Gennevilliers
- 2001 : Stella de Goethe, MC93 Bobigny, théâtre national de Strasbourg
- 2003 : Plaidoyer en faveur des larmes d’Héraclite de Bruno Bayen, théâtre national de Chaillot
- 2004 : Georg Büchner - Parcours complet de Georg Büchner, mise en scène avec Bernard Chartreux, Gildas Milin, Jean-Pierre Vincent, théâtre de la Criée
- 2005 : Les Névroses sexuelles de nos parents de Lukas Bärfuss, théâtre Vidy-Lausanne, théâtre de Gennevilliers
- 2007 : Les Provinciales - Une querelle de Blaise Pascal, adaptation Bruno Bayen, Louis-Charles Sirjacq, théâtre Vidy-Lausanne, théâtre national de Chaillot
- 2009 : Laissez-moi seule de Bruno Bayen, théâtre national de la Colline
- 2010 : Les Femmes savantes de Molière, Comédie-Française, théâtre du Vieux-Colombier

## Romans
- Jean 3 Locke, Gallimard, « Collection blanche », 1987
- Restent les voyages, Seuil, 1990,  (traduit en allemand par Peter Handke, Residenz Verlag, St-Pölten, Autriche, 1997)
- Éloge de l’aller simple, Seuil, 1991
- Les Excédés, Mercure de France, « Collection bleue », 1998 (traduit en allemand par Peter Handke, Residenz Verlag, 1999)
- La Forêt de six mois d’hiver, Mercure de France, «Collection bleue», 2000
- La Vie sentimentale, Mercure de France, «Collection bleue», 2003
- Fugue et rendez-vous, Christian Bourgois Éditeur, 2011
- Élève, Christian Bourgois Éditeur, 2017

## Récit
- Hernando Colon, enquête sur un bâtard, Seuil, 1992

## Essais
- Le Pli de la nappe au milieu du jour, Gallimard, collection « L’un et l’autre », 1997
- Pourquoi pas tout de suite, Melville, 2004

## Pièces
- Schliemann, épisodes ignorés, Gallimard, collection « Le Manteau d’Arlequin », 1982
- Faut-il choisir !? Faut-il rêver !?, L’Avant-scène, 1984
- Weimarland et L’Enfant bâtard, L’Arche, 1992
- À trois mains, L’Arche, 1997
- La Fuite en Égypte, L’Arche, 1999
- Plaidoyer en faveur des larmes d’Héraclite, L’Arche, 2003
- L’Éclipse du onze août, L’Arche, 2006

## Livrets
- Schliemann, opéra de Betsy Jolas, créé à Lyon en 1995
- Jusqu’à l’extinction des consignes lumineuses, musique d'Arrigo Barnabé, créé à Sao Paulo en 2005

## Traductions
- Œdipe à Colone, Sophocle, Christian Bourgois, 1987
- Torquato Tasso, Goethe, L’Arche, 1989
- Voyage au pays sonore, Peter Handke, Gallimard, 1993
- L’Heure où nous ne savions rien l’un de l’autre, Peter Handke, L’Arche, 1994
- Qu’une tranche de pain, Rainer Werner Fassbinder, L’Arche, 1995
- L’Élixir d’amour, FrankWedekind, Théâtrales, 1996
- Préparatifs d’immortalité, Peter Handke, L’Arche, 1999
- Stella, Goethe, L’Arche, 2001
- Les Aventures de Pinocchio, Lee Hall et Carlo Collodi, L’Arche Éditeur, coll. « Théâtre Jeunesse », 2002.
- Les Névroses sexuelles de nos parents, Lukas Bärfuss, L’Arche, 2006
- Les Hommes morts, Lukas Bärfuss, Mercure de France, 2006

## Filmographie

### Cinéma
- 1991 : Swing Troubadour : scénario et réalisation

### Télévision
- 1980 : Marie de Bernard Sobel : l'inspecteur de la milice